# Dreieck Neukölln
Ze is een knooppunt in de Duitse deelstaat Berlijn.
Op dit half-sterknooppunt in het stadsdeel Berlin-Neukölln sluit de A113 vanaf Schönefelder Kreuz aan op de A100.

## Richtingen knooppunt
| Aansluitende wegen                   | Aansluitende wegen | Aansluitende wegen | Aansluitende wegen | Aansluitende wegen                                                  |
| ------------------------------------ | ------------------ | ------------------ | ------------------ | ------------------------------------------------------------------- |
|                                      |                    |                    |                    | richting Grenzallee in aanbouw: Alt-Treptow                         |
|                                      |                    |                    |                    |                                                                     |
| richting Tempelhof / Zentrum Hamburg |                    |                    |                    |                                                                     |
|                                      |                    |                    |                    |                                                                     |
|                                      |                    |                    |                    | richting Treptow / Luchthaven Schönefeld Frankfurt (Oder) / Dresden |